# Calgary Cowboys

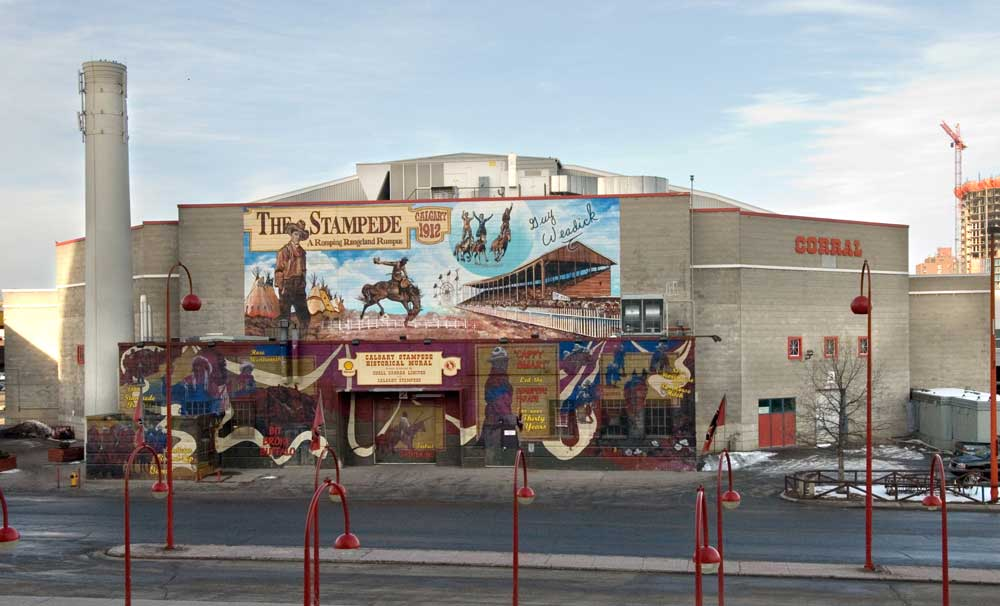
Stampede Corral i Calgary där Cowboys spelade sina hemmamatcher.

Calgary Cowboys var en professionell ishockeyklubb i Calgary, Alberta, som spelade i World Hockey Association under två säsonger mellan 1975 och 1977, efter att laget flyttats och bytt namn från Vancouver Blazers.
Calgary Cowboys gick till slutspel första säsongen men under den andra säsongen hamnade man längre ner i tabellen. Detta gjorde att endast ett fåtal säsongsbiljetter såldes inför nästa säsong, vilket gjorde att ägaren lade ner klubben inför säsongen 1977–78.
Cowboys spelade sina hemmamatcher i Stampede Corral, en äldre ishockey- och rodeo-arena, som har 6475 sittplatser plus ett par tusen ståplatser. 